# Tipula mariannae
Tipula mariannae är en tvåvingeart som beskrevs av Alexander 1940. Tipula mariannae ingår i släktet Tipula och familjen storharkrankar. Inga underarter finns listade i Catalogue of Life.